# Société Nationale des Chemins de Fer Belges
SNCB/NMBS (fr. Société Nationale des Chemins de Fer Belges lub niderl. Nationale Maatschappij der Belgische Spoorwegen, pl. Narodowe Towarzystwo Kolei Belgijskich) – belgijskie przedsiębiorstwo państwowe, zajmujące się przewozami kolejowymi.
SNCB/NMBS jest państwowym przewoźnikiem kolejowym, prowadzącym przewozy pasażerskie i towarowe na sieci kolejowej o długości 3 536 km (z czego 2950 km jest zelektryfikowane), zarządzanej przez spółkę Infrabel.
W roku 2004 firma przewiozła 178,4 mln pasażerów.
W SNCB/NMBS zatrudnionych jest około 38 300 pracowników.